# Gossamer Albatross

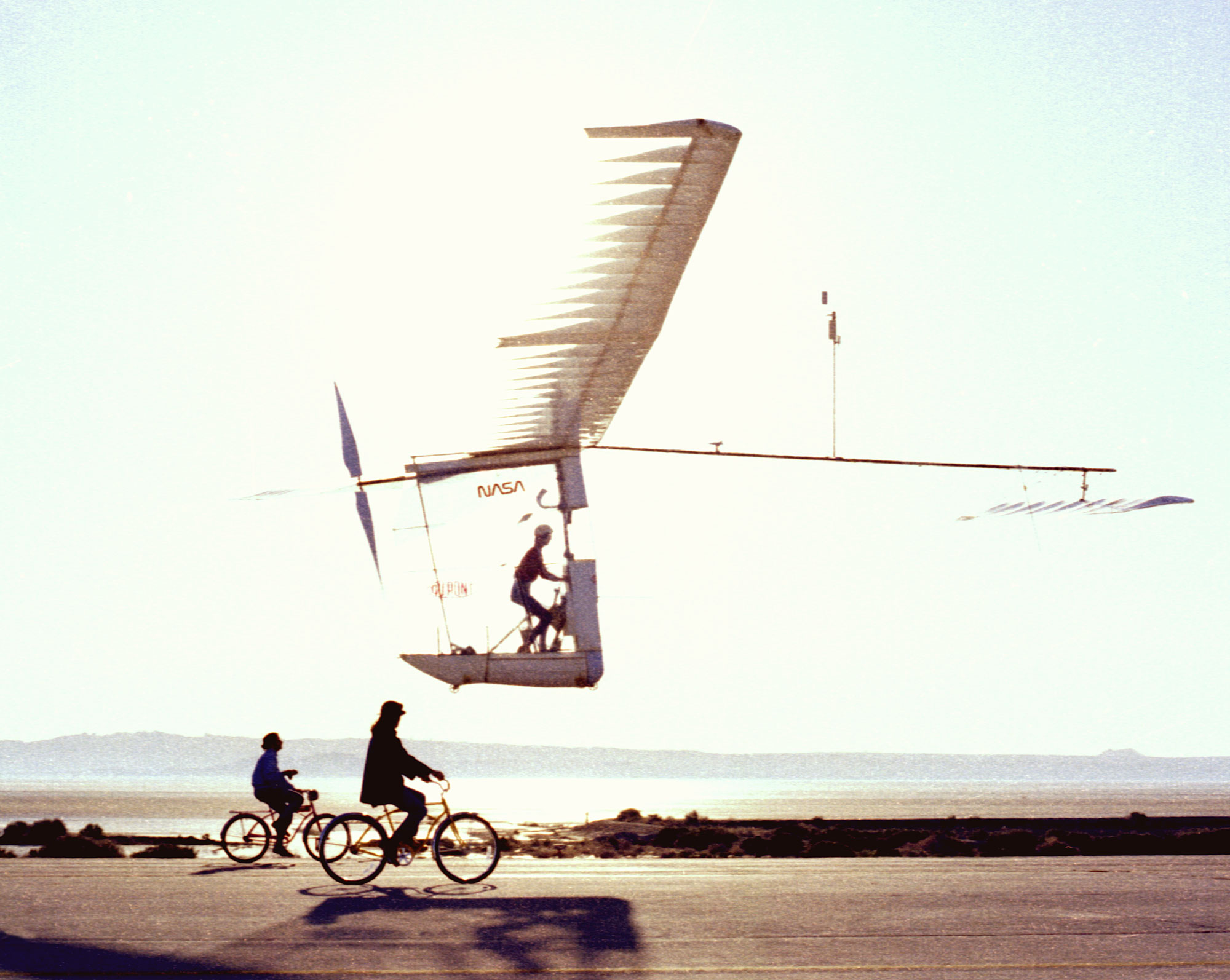
Gossamer Albatross podczas lotu

Gossamer Albatross – mięśniolot zbudowany przez Paula MacCready'ego, który 12 czerwca 1979
jako pierwszy statek powietrzny napędzany siłą ludzkich mięśni przeleciał nad kanałem La Manche, zdobywając w ten sposób nagrodę Kremera.
Gossamer Albatross pilotowany był przez kolarza Bryana Allena. Wyposażony w dwułopatowe śmigło przebył trasę 36 km w czasie 2 godzin i 49 minut. Wysokość lotu była różna: początkowo wynosiła 7,5 m, później 5 m, a następnie 3,5 m. Lot rozpoczął się o godz. 5.51 (czasu miejscowego) z lotniska koło wsi Manston. Po przeleceniu ok. 800 m nad lądem, mięśniolot znalazł się nad wodami kanału La Manche. Lot przebiegał bez zakłóceń, z wyjątkiem dwóch kryzysów pilota, podczas których wysokość lotu mięśniolotu niebezpiecznie malała.  Lądowanie odbyło się na plaży w Cap Gris Nez koło miejscowości Le Crotoy. Po zakończeniu lotu, mocno zmęczony pilot stwierdził, iż mógłby jeszcze przelecieć tylko 10–15 m.
Konstrukcja Albatrosa przypomina samolot braci Wright z wysuniętym daleko do przodu statecznikiem (tzw. układ kaczki). Zbudowany był z folii mylarowej rozpiętej na szkielecie z laminatu wzmocnionym włóknem węglowym. Aby zapewnić sztywność skrzydeł, zastosowano żebrowanie z polistyrenu, a całość wzmocniono cięgnami z kevlaru. Pusty mięśniolot miał masę jedynie 32 kg, jego całkowita masa podczas lotu nad kanałem wynosiła 100 kg.  Aby zmniejszyć zapotrzebowanie na moc oprócz minimalizacji masy zastosowano płat o b. dużym wydłużeniu, co zmniejszało opór indukowany. W spokojnym powietrzu moc potrzebna do zapewnienia mu lotu wynosiła około 0,25 konia mechanicznego, lecz najlżejsza turbulencja wymagała gwałtownego jej wzrostu. Pilot podczas lotu zajmował pozycję pionową, siedząc na siodełku typu rowerowego. Kabina pilota wyposażona była w radiotelefon, prędkościomierz, wysokościomierz oraz w 2 l zapas wody. Napęd pedałowy, nożny przekazywany był przez plastikowy łańcuch do śmigła pchającego, obracającego się z prędkością ok. 75 obr./min.
Albatros został zaprojektowany i zbudowany przez zespół kierowany przez konstruktora lotniczego Paula MacCready'ego, jako rozwinięcie Gossamer Condora. Condor był pierwszym mięśniolotem, który wykonał w powietrzu pętlę o kształcie ósemki na ściśle określonej trasie. Miało to miejsce 23 sierpnia 1977 roku.
Zespół MacCready'ego zbudował dwa Albatrosy, zapasowy mięśniolot był badany w ramach programu badawczego NASA, a następnie odbył lot w hali astrodomu w Houston. Albatros II stoi obecnie w muzeum lotnictwa w Seattle. "Oryginalnego" Albatrosa można obejrzeć na wystawie w Smithsonian Institution.
Następcą Albatrosa był napędzany energią Słońca Gossamer Penguin.

## Inne dane techniczne
- rozpiętość usterzenia poziomego - 7,6 m
- długość kabiny - 1,67 m
- wysokość lotu - do 50 m[1]